# アンドレ・シャンソン
アンドレ・シャンソン（André Chamson、1900年6月6日 - 1983年11月9日）はフランスの作家、歴史学者、評論家。1935年に統一社会党、共産党、急進社会党を中心に反ファシズム統一戦線として結成された人民戦線の機関紙『ヴァンドルディ』をジャン・ゲーノ、アンドレ・ヴィオリスとともに創刊。第二次大戦が勃発すると、ルーヴル美術館館長のジャック・ジョジャールの計画に従って、ドイツ軍の攻撃が始まる前に国立美術館・博物館の所蔵品を地方の古城に移動・保管する作業を指揮した。アーキビスト（公文書管理専門官）・古文書学専門家としてヴェルサイユ博物館およびプティ・パレの学芸員、国立公文書館の館長、作家として国際ペンクラブの会長を歴任。プロテスタントに対する数世紀にわたる迫害の歴史で知られる故郷セヴェンヌ地方を舞台とする小説を多数著した。1956年、アカデミー・フランセーズの会員に選出された。

## 生涯

### 背景
アンドレ・シャンソンは1900年6月6日、南仏ガール県ニームでアンドレ・ジュール・ルイ・シャンソン（André Jules Louis Chamson）としてジャン・シャンソンとマドレーヌ・アルドベールの間に生まれた。プロテスタント（ユグノー）に対する数世紀にわたる迫害の歴史で知られるセヴェンヌ山地で農業を営んでいた家系であり、シャンソンはユグノーが信教の自由のために起こしたカミザールの乱で知られるカミザール、改宗を拒んで38年間監禁されてもなお「抵抗」し続けたマリー・デュランの末裔を自称していた。
父方の祖父ジュール・シャンソンは3人の息子とともにニームで小規模な工場を経営していたが、火災で焼失。シャンソンの父ジャンが同じガール県のアレスで家業を再建したが経営難が続き、貧しい生活のなかで同じくガール県のル・ヴィガンの母方の実家に預けられることが多かった。
1906年にアレスのリセ・ジャン＝バティスト＝デュマに入学したが、1910年に家業の経営難のためにル・ヴィガンへの転居を余儀なくされ、同地の公立小学校を卒業した後にリセ・ジャン＝バティスト＝デュマに再入学し、次いで隣接するエロー県モンペリエのリセに転入。哲学を専攻した。こうした背景から両親は共和派・急進社会党員で、シャンソンもまた常に庶民・社会的弱者の立場を支持し続けた。

### 学業
1918年、グランゼコールの一つであるフランス国立古文書学校受験のためにパリに出て準備級に学び、ロジェ・ヴィトラック、ジャン・プレヴォーら後の作家、およびアルフレド・ドレフュスの義甥にあたる政治活動家ジャック・ケゼールに出会った。1920年に国立古文書学校に入学。前年、父ジャンがスペイン風邪で死去し、母マドレーヌと幼い弟マックスがパリに越したこともあって、生計を立てるのに苦労し、家庭教師などをしながら学業を続けた。在籍中にルイ・ギユー、アンリ・プティ、ジャン・グルニエ、ジョルジュ・デュヴォーら作家志望の学生との交流が広がり、さらに新しい芸術を目指してピエール・ボスト、アルマン・サラクルー、ジャン・デュビュッフェ、ジョルジュ・ランブールと「ヴォルティシスト（渦巻き派）」と称する運動を起こした。
1922年に洞穴学者・考古学者フェリックス・マゾーリックの娘で同じ古文書学校の学生であったリュシー・マゾーリックと出会って結婚。同年生まれで同じ学問分野に関心を抱いていただけでなく、彼女の祖先もまたプロテスタントであった。
シャンソンは歴史学者・文献学者・碑文学者でコレージュ・ド・フランスの教授カミーユ・ジュリアンに師事し、シャンソンが育ったル・ヴィガンにあったフランスで最も古いメロヴィング朝の司教区アリジトゥム（Arisitum）に関する研究を始め、1924年に博士号を取得した。

### 作家活動
一方、作家として執筆を始めたのもこの頃で、すでに1923年に随筆『態度』を自費出版していたが、1925年には、信仰のために出征を拒否した男性の実話に基づく最初の小説『赤毛の悪漢』がグラッセ社の「カイエ・ヴェール（緑の手帖）」叢書として刊行された。シャンソンは故郷のセヴェンヌ地方を舞台にした小説や随筆を6冊（堀口大學訳『青春の四つの要素 - 山と風と太陽と泉』を含む）発表しているが、これらは「セヴェンヌ組曲」と呼ばれる。シャンソンは『赤毛の悪漢』によって作家・芸術家に与えられるブリュマンタル賞を受賞して文壇にデビュー。さらにカイエ・ヴェール叢書の編集者であったダニエル・アレヴィが主催する知識人の集まり「土曜の会（Samedis）」に参加し、ジュリアン・バンダ、フランソワ・モーリアック、ジャン・ゲーノ、アンドレ・マルローと親交を深める機会を得た。
一方、友人のジャック・ケゼールが急進社会党に入党し、党員で後の首相エドゥアール・ダラディエが同じく急進社会党のエドゥアール・エリオ内閣の公教育相を務めていたことから、ダラディエの推薦を受けてエリオの補佐を務めていた。こうした関係からシャンソンは1926年にダラディエ公教育相の補佐に任命され、翌1927年から国立図書館の司書として国民議会の司書補佐を兼任した。
同じ頃に博士号を取得した妻リュシーはルーヴル美術館で素描作品の管理にあたる職（Cabinet des dessins）を得て、以後40年にわたって同美術館に勤務することになる。
1926年から文芸雑誌『新フランス評論』（1908年にアンドレ・ジッドらによって創刊、ジャン・ポーラン編集長）と『ユーロープ』誌（1923年にロマン・ロランらによって創刊、ルネ・アルコス編集長）に寄稿し始めた。『ユーロップ』誌の最初の寄稿は、60歳を迎えたロマン・ロランの特集号（1926年2月）で、「若者たちとロマン・ロラン」と題するこの号のために、シャンソン、ジャン・プレヴォー、フィリップ・スーポー、ドミニク・ブラガ（Dominique Braga）の4人の若手作家が選出された。『ユーロープ』誌は、大戦への反省から、ナショナリズム（国家主義、国粋主義）をインターナショナリズム（国際主義）へと発展的に解消することを主張したロマン・ロラン起草の「精神の独立宣言（Déclaration d’Indépendance de l’Esprit）」の理念に基づく平和主義の文芸雑誌であり、シャンソンは、ルネ・アルコスの後任として友人のジャン・ゲーノが編集長に就任した1929年から1930年代にかけて、書評、映画評論、政治評論、随筆などを積極的に寄稿した。
1927年と1928年に小説『旅人たち』と『義人の犯罪』をグラッセ社から発表し、1927年には同じグラッセ社のカイエ・ヴェール叢書としてマルロー、グルニエ、プティとの共著『著作（Écrits）』に随筆「歴史に抗した男」、およびこれを含む同名の随筆集を発表。こうしたつながりから1928年に大学教員・ジャーナリストのポール・デジャルダンがポンティニー修道院で毎年夏の10日間にわたって開催したポンティニー旬日懇話会に参加した。マルローのほか、プレヴォー、モーリアック、マルセル・アルラン、ポール・ヴァレリー、ロジェ・マルタン・デュ・ガール、アンドレ・モーロワ、ウラジミール・ジャンケレヴィッチ、レイモン・アロン、ジャン＝ポール・サルトル、ロバート・オッペンハイマー、ハーバート・ジョージ・ウェルズなど国内外から多くの作家が参加した討論会であり、現在でもノルマンディー地方のスリジー＝ラ＝サル国際文化センターで行われる国際シンポジウムに受け継がれている。同時代のこうした作家と交流を深める機会を得たシャンソンは、この頃ジッド、ヴァレリー、ジュール・ロマン、シュルレアリストらフランスの作家だけでなく、ヘミングウェイ、フィッツジェラルドら「失われた世代」の作家やジェイムズ・ジョイスも活動の拠点としていたアドリエンヌ・モニエの書店「本の友の家」と斜め向かいのシルヴィア・ビーチの「シェイクスピア・アンド・カンパニー書店」に出入りするようになり、さらに交流の輪を広げることになった。
1930年に発表したセヴェンヌ地方を舞台とする『タビュスの物語』は、1948年にジャン・ジェレ（Jean Gehret）監督によって『タビュス（Tabusse）』として映画化された。同年、シャンソンは『新フランス評論』の編集長ジャン・ポーランにノーベル文学賞を受賞したプロヴァンスの詩人フレデリック・ミストラル（1830-1914）の生誕100年の特集を組むよう提案し、この特集号に「歴史に抗した男」を改稿した「ミストラルについて断言する」とプロヴァンス語の詩「群れに連れ添う者たち」を発表、同年に詩集『群れに連れ添う者たち』、翌1931年に随筆集『ミストラルについて断言する』として刊行された。

### 政治活動
シャンソンは1930年代に政治への関心を深め、民族統一主義が起こったティロールへの旅の経験から随筆集『ティロール』、伝統的な農村の生活が失われていく様を描いた『遺産相続』などを発表し（『遺産相続』は初代ノースクリフ子爵夫人の提案のよって創設されたノースクリフ文学賞を受賞）、さらに、ドレフュス事件を契機にナショナリズムに抗議してデジャルダンが結成した「真実のための同盟（Union pour la Vérité）」に参加した。
1933年にヴェルサイユ博物館（別称：ヴェルサイユ歴史博物館）の学芸員補佐に任命された。
1934年2月6日、ヒトラー内閣の成立に連動して王党派・ナショナリズムのアクシオン・フランセーズを中心とする右派・極右団体が民衆を扇動して暴動を起こしたとき（1934年2月6日の危機）、シャンソンはダラディエ内閣の外務省で補佐を務めていたため、スタヴィスキー事件からダラディエ内閣総辞職に至るまでの経緯をつぶさに目撃することになった。このため、この事件を受けて同年3月5日に反ファシズム知識人監視委員会（会長：民族学者ポール・リヴェ、副会長：哲学者アラン、物理学者ポール・ランジュヴァン）が結成されるとこれに参加し、さらにすでに1932年3月に国際革命作家同盟（1930年にソ連のハリコフで開催された国際会議で正式に結成）のフランス支部として結成された革命作家芸術家協会にも1935年に参加した。この背景には、ソ連がヒトラー内閣の成立を受けて、これまでの対外政策を大きく転換し、1934年に国際連盟に加盟、1935年のコミンテルン第7回大会で反ファシズム統一戦線の結成を提案したことがある。
1934年末に発表した『敗者の年』は、ナチズムの台頭による平和主義の敗北を扱った小説であり、以後、シャンソンは反ファシズムの運動を積極的に展開し、翌1935年6月に統一社会党、共産党、急進社会党を中心に反ファシズム統一戦線として結成された人民戦線を支持するために、同年、作家・文芸評論家のジャン・ゲーノ、ジャーナリスト・作家のアンドレ・ヴィオリスとともに1935年11月8日金曜日、『ヴァンドルディ（金曜日）』（副題：文学・政治・風刺週刊新聞）を創刊した。この新聞はロマン・ロランの「抵抗の精神」を受け継ぐ新聞として、事実上、人民戦線の機関紙となり、したがって、1938年に人民戦線の崩壊とともに廃刊となったが、1935年末の販売部数は10万部に達した。編集長はジャーナリストのルイ＝マルタン・ショフィエ、主な寄稿者は、シャンソン、ゲーノ、ヴィオリス、ロマン・ロランのほか、哲学者のアラン（エミール＝オーギュスト・シャルティエ）、作家のルイ・アラゴン、アンドレ・ジッド、ジャン・カスー、エマニュエル・ボーヴ、ウジェーヌ・ダビ、ルイ・ギユー、ロジェ・マルタン・デュ・ガール、シャルル＝フェルディナン・ラミュ、ジュリアン・バンダ、ジャック・マリタン、ジャン・ジオノ、アンドレ・ヴュルムセル、物理学者のイレーヌ・ジョリオ＝キュリー、フレデリック・ジョリオ＝キュリー、作曲家のダリウス・ミヨー、画家・タピスリー作家のジャン・リュルサらであり、1938年11月に終刊となるまで158号刊行された。
一方、1935年6月にはファシズムから文化を守ることを目的とした第一回文化擁護国際作家会議がアンリ・バルビュス、ロマン・ロラン、マルロー、ジッド、ルイ・アラゴンらの提案によりパリで開催され、ソ連のイリヤ・エレンブルグ、イサーク・バーベリ、ドイツのハインリヒ・マン、ベルトルト・ブレヒト、アンナ・ゼーガース、オーストリアのローベルト・ムージル、英国のオルダス・ハクスリーら約38か国から320人の文学者が参加した。この会議の概要と主な講演についてはバルビュスの『世界』誌や革命作家芸術家協会の機関誌『コミューン』誌で報告され、邦訳も『文化の擁護』（1935年）および『文化の擁護 - 1935年パリ国際作家大会』（1997年）として刊行された。1935年版にはシャンソンの演説「国家的現実に反する国家主義（Le nationalisme contre les réalités nationales）」が掲載されている。シャンソンは人民戦線の会合やデモに積極的に参加し、1937年7月にスペインのバレンシア、次いで同年に再びパリで開催された第2回、第3回文化擁護国際作家会議にも参加した。

### 第二次大戦中の活動

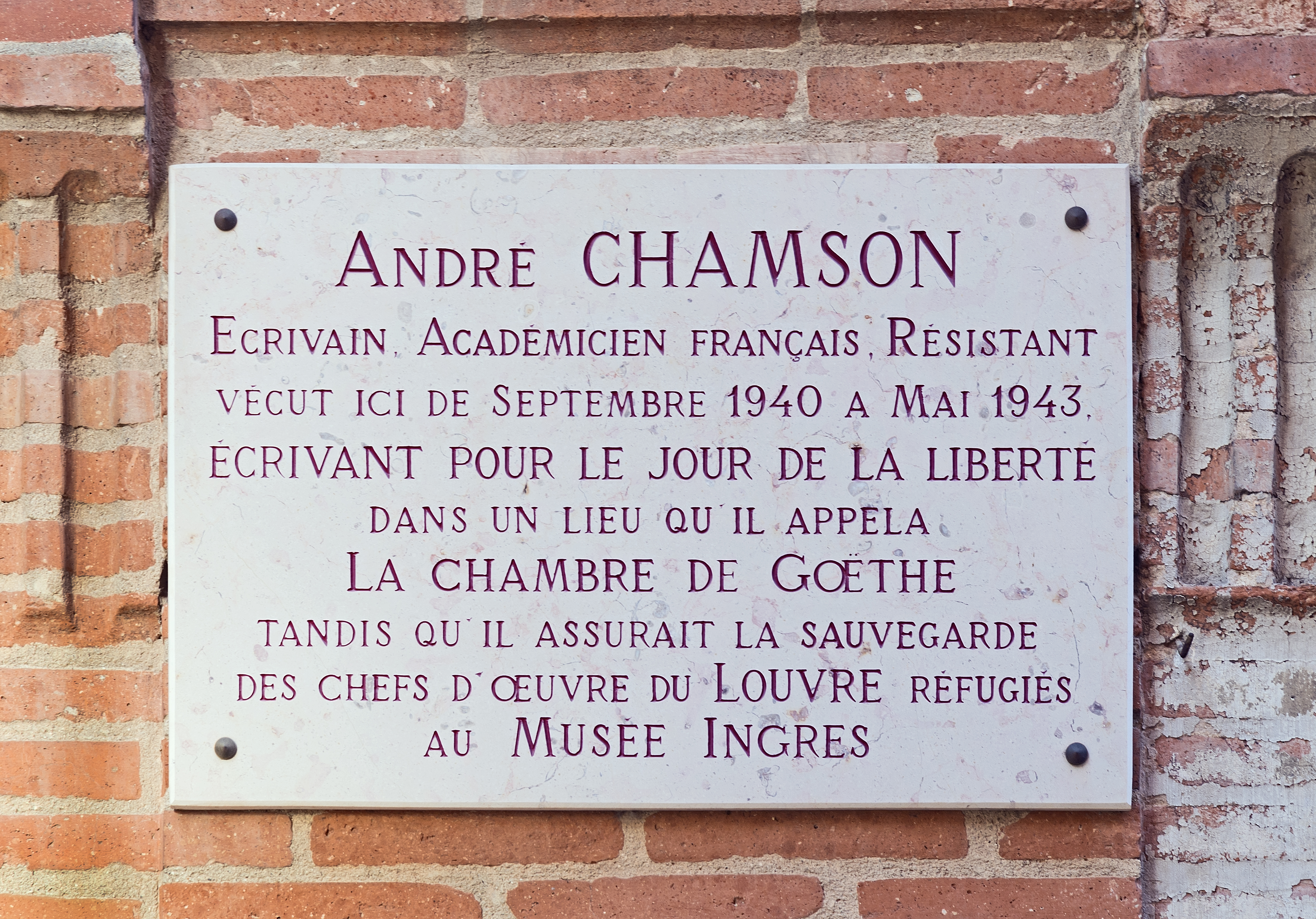
シャンソンが住んでいたモントーバンの家の銘板 -「アンドレ・シャンソン。作家、アカデミー・フランセーズ会員、レジスタンス運動家。1940年9月から1943年5月までここに住み、「ゲーテの部屋」と名付けた場所で自由の日のために執筆する傍ら、アングル美術館に移動・保管したルーヴル美術館の名作を保護する任務を果たした」

1939年に第二次大戦が勃発すると動員され、ジャン・ド・ラトル・ド・タシニーが指揮する陸軍第5師団参謀本部に配属されたが、翌1940年の独仏休戦協定締結後に復員。次いで、ドイツ軍の攻撃が始まる前に国立美術館・博物館の所蔵品をシャンボール城など地方の古城に移動・保管することになり、多数の館長・学芸員が動員された。リュクサンブール近代美術館（国立近代美術館の前身）の学芸員補佐であった作家・美術評論家のジャン・カスーもその一人であり、ヴェルサイユ博物館の学芸員補佐であったシャンソンは、南仏（南部の自由地域・ドイツ軍非占領地域）のモントーバンへの移動・保管を指揮した。シャンソンはこの後も同地に滞在したが、1942年にドイツ軍が自由地域の占領を開始すると、再び作品を他の多くの小規模な古城へ移動することになった。『奇跡の井戸』はこの間の体験に基づく小説だが、戦時中はドイツ軍の検閲が厳しかったことから、1945年にようやく刊行された。また、随筆「1940年に書く」、および「1944年に書く」も戦後1947年に、ジャン・ポーランとドミニク・オーリーが編集したレジスタンス文学のアンソロジー『祖国は日夜つくられる』に掲載された。本書はナチス・ドイツ占領下で創設された地下出版社「深夜叢書」から刊行され、邦訳も1951年に刊行された（著書参照）。
シャンソンは一方で、ラトル・ド・タシニーと連絡を取り続け、連絡将校として、今度は対独レジスタンス運動を指揮した彼のもとで南西部ロット県のマキとの連絡を担当。次いで、アンドレ・マルローとともにアルザス＝ロレーヌ奪還のための戦いに参加した。

### 戦後
戦後、ヴェルサイユ博物館の学芸員に復職した。1946年にはプティ・パレの学芸員に任命され（以後14年間勤務）、戦火を受けた美術館の修復工事の後、ウィーンの財宝展、エドヴァルド・ムンク展、現代版画展、聖母マリア展、クールベ展、ペルーの財宝展など大規模な展覧会を次々と開催した。
1951年にフランス・ペンクラブの会長に任命され、米国の複数の大学で講演を行うなど国際的な活動に参加し、さらに、1956年に国際ペンクラブの会長に任命され、同年5月17日、アカデミー・フランセーズの会員に選出された（歴史学者エルネスト・セイエールの後任。「アンドレ･シャンソンを讃えて - アカデミー入会演説」『みすず』1985年10月号所収）。1957年にアジア諸国で「文学及び生活における東洋と西洋の相互影響」と題する第1回ペンクラブ大会を開催し、日本で開催された会議には香港、インドネシア、インド、パキスタン、韓国の作家も参加。シャンソンは川端康成、芹沢光治良らと会談した。
1957年に、17世紀に創設された地域の歴史・文化遺産学会ニーム・アカデミー、14世紀に南仏トゥールーズでトルバドゥールの詩人たちが結成したアカデミー・デ・ジュー・フロロー（花の競技アカデミー）、および19世紀にプロヴァンス語の保護を目的としてフレデリック・ミストラルらによって創設された「フェリブリージュ」の会員に選出され、1959年には、アンドレ・マルロー文化相により国立公文書館の館長に任命され、併せて、国営テレビ・ラジオ局の理事会員に就任するなど、地域および国の文化政策において重要な役割を担うことになった。
シャンソンは晩年、故郷セヴェンヌ地方を舞台とする『壮麗さ』、『コンスタンス塔』、『タイヨン、もしくは白色テロ』、『カスタネ、エグアル山のカミザール』などの小説（主に歴史小説）の執筆に専念した。

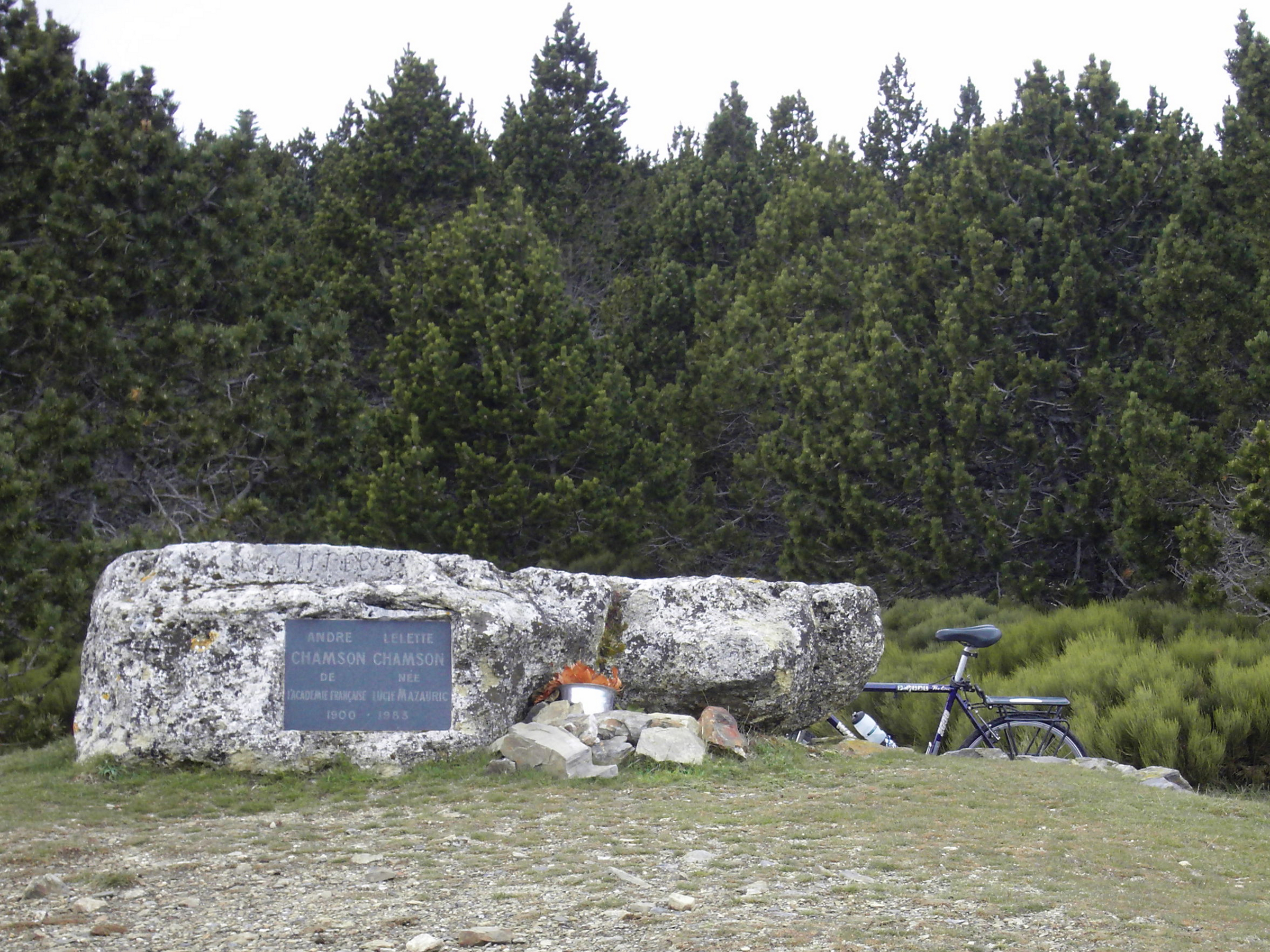
アンドレ・シャンソンと妻リュシーの墓（生年も没年も同じ。上部に「抵抗」と刻まれている）

1983年11月9日、パリにて83歳で死去。妻リュシーが死去した5か月後のことであった。二人は故郷セヴェンヌ地方ガール県ヴァルローグ（現ヴァル＝デグアル）のリュゼット（Lusette）に共に埋葬された。墓石にはシャンソンの人生の標語であったマリー・デュランの言葉「抵抗」が刻まれた。

## 受賞・栄誉

### 文学賞
- 1925年、『赤毛の悪漢』、ブリュマンタル賞（フランス語版）
- 1933年、『遺産相続』、ノースクリフ賞（フランス語版）

### 勲章
- レジオンドヌール勲章グランクロワ[4]
- 国家功労勲章グラントフィシエ[4]
- レジスタンス勲章（フランス語版）[4]
- クロワ・ド・ゲール勲章（フランス語版）[4]

## 著書
- Attitudes, La Laborieuse, 1923 -『態度』（随筆、自費出版）
- Roux le Bandit, Grasset, 1925 -『赤毛の悪漢』（小説）
- Les Hommes de la route, Grasset, 1927 -『旅人たち』（小説）
- L’Homme contre l’Histoire, Grasset, 1927 -『歴史に抗した男』（随筆）
- Le Crime des Justes, Grasset, 1928 -『義人の犯罪』（小説）
- Tabusse. La fête et le char, Les Cahiers Libres, 1928 -『タビュス - 祭りと山車』
- Clio, ou l’Histoire sans les Historiens, Hazan, 1929 『クリオ、もしくは歴史家のいない歴史』（随筆）
- Tyrol, Grasset, 1930 -『ティロール』（随筆）
- Histoire de Magali, Hartmann, 1930（児童文学）

「マガリの話」小林正訳、『世界少年少女文学全集 第2部 6（フランス編）』（東京創元社、1957年）所収
- Histoires de Tabusse, Horizons de France, 1930 -『タビュスの物語』（小説）
- La Révolution de dix-neuf, suivi de Esquisse d’une théorie de l’immunité, Hartmann, 1930 -『19の革命 - 特権論の試み』（随筆）
- Li Nivo éron si compagno. Compagnons de la Nuée, poème provençal, Hartmann, 1930 -『群れに連れ添う者たち』（詩集）
- L’Aigoual, Émile Paul, 1930 -『エグアル山』（随筆）
- Affirmations sur Mistral, Émile Paul, 1931 『ミストラルについて断言する』（評論）
- Héritages, Grasset, 1932 -『遺産相続』（随筆）
- L’Auberge de l’abîme, Grasset, 1933 -『奈落の宿』（随筆）
- L’Année des vaincus, Grasset, 1934 -『敗者の年』（小説）
- Les quatre éléments, Grasset, 1935（随筆）

『山と風と太陽と泉 - 四つの要素』堀口大學訳、第一書房、1936年
『四つの要素 - 山と風と太陽と泉』堀口大學訳、北斗書院、1946年
『青春の四つの要素 - 山と風と太陽と泉』堀口大學訳、出帆社 路書房、1975年
- Retour d'Espagne. Rien qu'un témoignage, Grasset, 1937（随筆）-『スペインから帰国 - 一証言のみとする』
- La Galère, Nouvelle Revue française, 1937（小説）

『懲役船』大久保和郎訳、大日本雄弁会講談社、1957年
- Quatre mois, carnet d’un officier de liaison, Flammarion, 1940 -『4か月 - 連絡将校の手帳』（随筆）
- Écrit en 1940, Nouvelle Revue française, 1944

「一九四〇年に誌す」（以下参照）
- Le Puits des miracles, Nouvelle Revue française, 1945 -『奇跡の井戸』（小説）
- Fragments d’un liber veritatis 1941-1942, Gallimard, 1946 -『真実の書の断片』（随筆）
- Le dernier village, Mercure de France, 1946 『最後の村』（小説）
- « Écrit en 40 ». « Écrit en 44 », in La patrie se fait tous les jours, Les éditions de minuit, 1947（随筆）

「一九四〇年に誌す」ジャン・ポーラン編『祖国は日夜つくられる』（第I巻、渡辺淳・小場瀬卓三・安東次男共訳、月曜書房、1951年）所収
「一九四四年に書く」ジャン・ポーラン編『祖国は日夜つくられる』（第II巻、渡辺淳・小場瀬卓三・安東次男共訳、月曜書房、1951年）所収
- Si la parole a quelque pouvoir, discours et articles de revues 1945-1947, Mont-Blanc, 1948（演説、記事）

「言葉の力」堀口大學訳、『エヌ・エル・エフ小説集』（青木書店、1940年）所収
- La peinture française au Musée du Louvre, Braun, 1948 -『ルーヴル美術館のフランス絵画』
- L’Homme qui marchait devant moi, Gallimard, 1948 -『私の前を歩く男』
- La Neige et la Fleur, Gallimard, 1951 -『雪と花』
- Le Garçon, la Fille et la Bête, Éditions de la Paix, 1951 -『男の子、女の子、動物』
- On ne voit pas les cœurs, quatre actes, Gallimard, 1952 -『その心はわからない - 4幕劇』
- « La fin de « Greenville » », 1953 -『「グリーンヴィル」の最後』
- L’École de tout le monde, Fayard, 1954 -『万人の学校』
- Le chiffre de nos jours, Gallimard, 1954 -『おのが日を数えること』
- Courbet, Flammarion, 1955 -『クールベ』
- Le drame de Vincennes, Grasset, 1955 -『ヴァンセンヌの悲劇』
- Adeline Venician, Grasset, 1956 -『アドリーヌ・ヴェニシアン』
- Nos ancêtres, les Gaulois, Gallimard, 1958 -『我々の祖先、ガリア人』
- Le rendez-vous des espérances, Gallimard, 1961 -『希望の出会い』
- Devenir ce qu’on est, Gallimard, 1961 -『人が今あるようになること』
- Comme une pierre qui tombe, Gallimard, 1964 -『落ちる石のように』
- La petite Odyssée, Gallimard, 1965 -『小さいオデッセイ』
- La Superbe, Plon, 1967 -『壮麗さ』（小説）
- Suite cévenole, Plon, 1968 -『セヴェンヌ組曲』（小説）
- Suite pathétique, Plon, 1969 -『悲壮組曲』（小説）
- La Tour de Constance, Plon, 1970 -『コンスタンス塔』（小説）
- Les Taillons ou la Terreur blanche, Plon, 1974 -『タイヨン、もしくは白色テロ』（小説）
- La Reconquête, Plon, 1975 -『再征服』
- Sans peur, Plon, 1977 -『恐れ知らず』
- Castanet, le camisard de l’Aigoual, Plon, 1979 -『カスタネ、エグアル山のカミザール』
- Catinat, gardian de Camargue, Poln, 1982 -『カティナ、カマルグのガルディアン』
- Il faut vivre vieux, Grasset, 1984 -『年を取るまで生きなければならない』
- Lou ramas de pin negre, obro pouetico coumpleto, L'Astrado, 1988 -『黒松の枝』（詩選集）

その他の邦訳
- 「国家的現実に反する国家主義」小松清編『文化の擁護』（第一書房、1935年）所収
- 「スペインを見よ」『セルパン = Le serpent』（1937年10月号（第81号）第一書房）所収
- 「白い獣」堀口大學訳、『毛虫の舞踏会』（講談社、1979年）所収
- 「アンドレ・シャンソンを讃えて - アカデミー入会演説」『みすず』（みすず書房、1985年10月）所収